# Петрозаводский автотранспортный техникум
Петрозаво́дский автотра́нспортный те́хникум — государственное учреждение среднего профессионального образования, старейшее учреждение системы профессионального образования Карелии. Расположен в Петрозаводске.

## История
Открыт 14 сентября 1930 года как Дорожно-механический техникум. Обучение студентов велось на двух отделениях: механическом и дорожно-строительном.
В годы Советско-финской войны (1941—1944), в период оккупации Петрозаводска, техникум был закрыт.
В 1954 году техникум получил наименование — Петрозаводский автомобильно-дорожный техникум.
В 1958 году открылось вечернее отделение техникума, в 1961 — заочное отделение.
В 1964—1967 годах были введены в эксплуатацию два новых учебных корпуса, в 1971 году — благоустроенное общежитие.
В 1971 году техникум получил наименование — Петрозаводский автотранспортный техникум.
С 1992 года началась подготовка по специальности «Экономика и бухгалтерский учет».
В 1995 году был организован при техникуме Центр переподготовки и повышения квалификации кадров дорожно-транспортной отрасли Карелии.
В 2012 году в состав техникума вошло Петрозаводское ПТУ № 8, а в 2018 — Индустриальный Колледж и техникум дорожного строительства.
Директора техникума
- И. Д. Петри (1930—1932)
- Андрианов (1935)[4]
- А. М. Вызу (1935—1937)
- А. В. Каледин (1937—1940)
- Н. Н. Кудрявцев (1940—1941)
- А. М. Беляков (1948—1956)
- С. Г. Клименко (1956—1959)
- М. С. Кривенко (1959—1962)
- А. А. Зелянин (1962—1964)
- Б. П. Евдокимов (1964—1969)
- А. Г. Воеводин (1969—1977)
- В. И. Пронин (1977—1990)
- В. В. Беляев (1990—2013)
- И. Б. Кувшинова (2013—2024)

## Учебные программы
В техникуме проводится подготовка специалистов дорожной отрасли по следующим программам: «Организация перевозок и управление на транспорте», «Техническое обслуживание и ремонт автомобильного транспорта», «Строительство и эксплуатация автомобильных дорог и аэродромов», «Операционная деятельность в логистике», «Коммерция в транспортной отрасли».
Учебный центр техникума осуществляет обучение по повышению квалификации работников дорожной отрасли по дополнительным профессиональным программам: «Основы деятельности мастера производственного обучения по подготовке водителей автомобиля», «Квалификационная подготовка по организации перевозок автомобильным транспортом грузов и пассажиров в пределах Российской Федерации», «Перевозка опасных грузов», «Хранение и выдача нефтепродуктов», «Строительство и эксплуатация автомобильных дорог», «Безопасность движения на автомобильном и городском электротранспорте», «Программа профессиональной подготовки водителей транспортных средств категорий „А“, „B“, „C“, „D“, оборудованных устройствами для подачи специальных световых и звуковых сигналов», «Повышение квалификации по организации перевозок грузов и пассажиров в пределах РФ».

## Награды
Лауреат Национальной общественной премии транспортной отрасли России «Золотая колесница» в номинации «Лидер с сфере дополнительного и профессионального образования транспортной отрасли России» (2007).
Лауреат конкурса «100 лучших образовательных учреждений начального профессионального и среднего профессионального образования России» (2009).

## Известные выпускники
- Сергей Петрович Блинников — советский и российский государственный и хозяйственный деятель, председатель Совета Министров Республики Карелия (1989—1994), депутат Совета Федерации I созыва (1994—1996), Заслуженный работник народного хозяйства Республики Карелия (1995).
- Владимир Александрович Фёдоров — начальник Управления ГАИ МВД России (1990—1992), начальник Главного управления ГАИ-ГИБДД МВД России (1992—2002), генерал-лейтенант, член Совета Федерации[5][6].